# Грінбуш (Вісконсин)
Грінбуш (англ. Greenbush) — місто (англ. town) в США, в окрузі Шебойґан штату Вісконсин. Населення — 1903 особи (2020).

## Демографія
Згідно з переписом 2010 року, у місті мешкали 1534 особи в 568 домогосподарствах у складі 454 родин. Було 594 помешкання
Расовий склад населення:
| - 97,7 % — білих - 0,7 % — азіатів - 0,6 % — корінних американців |

До двох чи більше рас належало 0,7 %. Частка іспаномовних становила 1,4 % від усіх жителів.
За віковим діапазоном населення розподілялося таким чином: 25,7 % — особи молодші 18 років, 62,8 % — особи у віці 18—64 років, 11,5 % — особи у віці 65 років та старші. Медіана віку мешканця становила 43,2 року. На 100 осіб жіночої статі у місті припадало 106,7 чоловіків;  на 100 жінок у віці від 18 років та старших — 108,2 чоловіків також старших 18 років.
Середній дохід на одне домашнє господарство  становив 108 043 долари США (медіана — 79 000), а середній дохід на одну сім'ю — 119 927 доларів (медіана — 92 721). Медіана доходів становила 49 688 доларів для чоловіків та 41 250 доларів для жінок. За межею бідності перебувало 5,2 % осіб, у тому числі 12,3 % дітей у віці до 18 років та 0,5 % осіб у віці 65 років та старших.
Цивільне працевлаштоване населення становило 821 особа. Основні галузі зайнятості: виробництво — 30,7 %, освіта, охорона здоров'я та соціальна допомога — 17,7 %, будівництво — 10,4 %, науковці, спеціалісти, менеджери — 7,1 %.